# Jan Baptist Van Rensselaer
Jan Baptist van Rensselaer (Amsterdam, 18 mars 1629 - Amsterdam, 24 octobre 1678) est le deuxième fils de Kiliaen van Rensselaer, et le premier fils de sa seconde épouse, Anna van Wely.

## Biographie
Jan Baptist naviguait d'Amsterdam sur le Gelderse Blom (La Fleur de la province de Gueldre) au printemps 1651. Avec lui parcouru douze employés embauchés par le Patron, recrutés dans les endroits où les Van Rensselaers avait d'autres intérêts. Jan Baptist a été le premier Van Rensselaer à visiter la colonie. En mai 1652, il a été nommé directeur du Rensselaerswijck représentant son frère Johan van Rensselaer, le second Patron. Pendant son séjour sur le domaine, il a vécu dans un style qui sied à son poste, après avoir apporté des meubles, de l'argenterie, et d'autres biens personnels de grande valeur de la Hollande, y compris les portraits des membres de la famille Van Rensselaer.
C'est Jan Baptist qui a placé dans l'Église néerlandaise de Beverwijck le volet de la fenêtre représentant les armoiries des van Rensselaer en 1656. Peu de temps après, il est retourné aux Pays-Bas, devenant l'un des principaux marchands d'Amsterdam.
Quand il revint aux Pays-Bas en 1658, il succède en tant que directeur à son frère Jérémie. Jan Baptist est devenu le troisième Patron à la mort de son frère aîné Johan. Plus tard, Jérémie devint le quatrième Patron.
Jan Baptist épousa Susanna Van Wely et mourut à Amsterdam, aux Pays-Bas, le 18 octobre 1678. Son fils unique, Kiliaen meurt de vieillesse.